# Курвулария
Курвула́рия (лат. Curvularia) — род грибов, входящий в класс Дотидеомицеты.
Морфологически характеризуется многоклеточными, часто изогнутыми, конидиями с характерно вздутой срединной клеткой (в отличие от близкого рода Bipolaris, у конидий которого отдельная вздутая клетка не выделяется). По фенотипическим характеристикам идентификация видов затруднительная, поскольку признаки видов зачастую перекрываются.

## Описание
Анаморфная стадия при культивировании на картофельно-декстрозном агаре (PDA) образует широкорастущие оранжевые, коричневые или оливково-серые колонии (в начале развития неокрашенные или сероватые), с обильным воздушным мицелием и оттого пушистые, выпуклые, иногда с мелкими бугорками. Край колоний лопастный, волнистый, ровный, иногда неправильно-корневидный.
Конидиеносцы прямые или извилистые, часто коленчато-изогнутые, септированные, обычно неветвящиеся, макронематные. Конидии акроплеврогенные, одиночные, нередко изогнутые, широковеретеновидные, эллипсоидальные, обратнойцевидные, обратногрушевидные, с 3—5 поперечными септами (иногда до 10 септ), срединная клетка часто заметно расширенная и сильнее пигментированная, чем остальные клетки. Поверхность спор обыкновенно гладкая, реже бородавчатая, бугорчатая или шиповатая. Редко образуются шаровидные 1—2-клеточные микроконидии.
Телеоморфа образует тёмно-коричневые до чёрных шаровидные или эллипсоидальные плодовые тела (псевдотеции) с сосцевидным или расположенным на конической до цилиндрической шейке выходным отверстием. Аски с 1—8 спорами, битуникатные, булавовидные до широковеретеновидных. Аскоспоры нитевидные, часто скрученные, многоклеточные, с 3—20 септами, неокрашенные или при созревании коричневатые.
Для стимуляции спороношения анаморфы прибегают к культивированию на водном агаре (WA) с листьями кукурузы, либо к культивированию на предметном стекле с периодическим освещением УФ-лучами с использованием разбавленного вдвое картофельно-декстрозного агара. Для образования телеоморфы используют агар Зака (Sach's agar, SACH) со стеблями риса или пшеницы.

## Экология
Большинство видов — фитопаразиты и фитосапротрофы злаков, в том числе риса, кукурузы, пшеницы, сорго, а также других растений — бобовых, губоцветных, ирисовых, гречишных, маслиновых, вьюнковых, аизовых, мареновых, дербенниковых, кариковых.

## Молекулярное определение
Для установки видовой принадлежности изолятов Curvularia придложено секвенирование внутреннего транскрибируемого спейсера (ITS), а также генов глицеральдегидфосфатдегидрогеназы gapdh и фактора элонгации трансляции tef1.

## Систематика

### Синонимы
- Curvusporium Corbetta, 1963
- Malustela Bat. & J.A.Lima, 1960
- Pseudocochliobolus Tsuda et al., 1978

### Виды
Некоторые виды:
- Curvularia affinis Boedijn
- Curvularia akaii Tsuda & Ueyama
- Curvularia akaiiensis Sivan.
- Curvularia alcornii Manamgoda et al.
- Curvularia americana K.C.Cunha et al.
- Curvularia asiatica Manamgoda et al.
- Curvularia australis (Alcorn) Y.P.Tan & R.G.Shivas
- Curvularia bannonii Morgan-Jones
- Curvularia borreriae (Viégas) M.B.Ellis
- Curvularia bothriochloae Sivan. et al.
- Curvularia brachyspora Boedijn
- Curvularia buchloes (Lefebvre & Aar.G.Johnson) Manamgoda et al.
- Curvularia caricae-papayae H.P.Srivast. & Bilgrami
- Curvularia chlamydospora Madrid et al.
- Curvularia clavata B.L.Jain
- Curvularia coicis E.Castell.
- Curvularia crustacea (Henn.) Y.P.Tan & R.G.Shivas
- Curvularia cymbopogonis (C.W.Dodge) J.W.Groves & Skolko
- Curvularia dactyloctenii (Alcorn) Y.P.Tan & R.G.Shivas
- Curvularia ellisii S.I.Ahmed & M.Qureshi
- Curvularia eragrostidis (Henn.) J.A.Mey.
- Curvularia geniculata (Tracy & Earle) Boedijn
- Curvularia gladioli Boerema & Hamers
- Curvularia graminicola Alcorn
- Curvularia gudauskasii Morgan-Jones & Karr
- Curvularia harveyi Shipton
- Curvularia hawaiiensis (Bugnic. ex M.B.Ellis) Manamgoda et al.
- Curvularia heteropogonicola (Sivan.) Alcorn
- Curvularia heteropogonis Alcorn
- Curvularia hominis K.C.Cunha et al.
- Curvularia homomorpha (Luttr. & Rogerson) Y.P.Tan & R.G.Shivas
- Curvularia inaequalis (Shear) Boedijn — Курвулария неравная
- Curvularia intermedia Boedijn
- Curvularia ischaemi McKenzie
- Curvularia kusanoi (Y.Nisik.) Manamgoda et al.
- Curvularia lunata (Wakker) Boedijn — Курвулария лунообразная
- Curvularia miyakei (Y.Nisik.) Manamgoda et al.
- Curvularia muehlenbeckiae Madrid et al.
- Curvularia neergaardii (Danquah) Y.P.Tan & R.G.Shivas
- Curvularia neoindica Manamgoda et al.
- Curvularia nicotiae (Mouch.) Y.P.Tan & R.G.Shivas
- Curvularia nodulosa (Sacc.) Manamgoda et al.
- Curvularia oryzae Bugnic.
- Curvularia ovariicola (Alcorn) Manamgoda et al.
- Curvularia papendorfii Aa
- Curvularia pallescens Boedijn
- Curvularia perotidis (Alcorn) Manamgoda et al.
- Curvularia pisi Y.Marín & Crous
- Curvularia portulacae (Rader) Y.P.Tan & R.G.Shivas
- Curvularia prasadii R.L.Mathur & B.L.Mathur
- Curvularia protuberata R.R.Nelson & Hodges
- Curvularia pseudolunata K.C.Cunha et al.
- Curvularia pseudorobusta Meng Zhang & T.Y.Zhang
- Curvularia ravenelii (M.A.Curtis ex Berk.) Manamgoda et al.
- Curvularia richardiae Alcorn
- Curvularia robusta Kilp. & Luttr.
- Curvularia ryleyi Y.P.Tan & R.G.Shivas
- Curvularia senegalensis (Speg.) Subram.
- Curvularia sesuvii (Jing Z.Zhang) Manamgoda et al.
- Curvularia soli Y.Marín & Crous
- Curvularia sorghina R.G.Shivas & Sivan.
- Curvularia spicifera (Bainier) Boedijn
- Curvularia subpapendorfii (Mouch.) Manamgoda et al.
- Curvularia trifolii (Kauffman) Boedijn — Курвулария клеверная
- Curvularia tripogonis (A.S.Patil & V.G.Rao) Manamgoda et al.
- Curvularia tropicalis (Sivan.) Y.P.Tan & R.G.Shivas
- Curvularia tsudae H.Deng et al.
- Curvularia tuberculata B.L.Jain — Курвулария бородавчатая
- Curvularia uncinata Bugnic.
- Curvularia verruciformis G.P.Agarwal & V.P.Sahni
- Curvularia verruculosa Tandon & Bilgrami ex M.B.Ellis